# Pegadomyia pruinosa
Pegadomyia pruinosa är en tvåvingeart som beskrevs av Kertesz 1916. Pegadomyia pruinosa ingår i släktet Pegadomyia och familjen vapenflugor.
Artens utbredningsområde är Taiwan. Inga underarter finns listade i Catalogue of Life.